# Roxane Forget
Pour les articles homonymes, voir Forget.
Roxanne Forget, née le 17 janvier 1972, est une taekwondoïste canadienne évoluant dans la catégorie des moins de 51 kg.

## Carrière
Médaillée d'argent aux Jeux panaméricains de 1995 à Mar del Plata, elle remporte deux ans plus tard la médaille d'argent des Championnats du monde de taekwondo 1997 à Hong Kong.
Médaillée de bronze aux Championnats panaméricains de taekwondo 1998 à Lima, elle remporte la médaille d'or des Jeux panaméricains de 1999 à Winnipeg, puis la médaille d'argent des Championnats panaméricains de taekwondo 2000 à Oranjestad.